# Чернышёв, Прокопий Григорьевич
Проко́пий Григо́рьевич Чернышёв (1900, село Абашево, Пензенская губерния — 28 июня 1922, Коломна) — красноармеец, героически погибший на посту во время пожара на складе боеприпасов.

## Биография
Родился в 1900 году в cеле Абашево (ныне — Спасского района Пензенской области). В 1919 году Прокопий был призван в ряды Красной Армии и зачислен в Пензенский полк. Во время гражданской войны воевал на Восточном и Южном фронтах, служил в военной разведке. После окончания военных действий служил в Подмосковье. Погиб 28 июня 1922 года при взрыве артиллерийских складов, не покинув своего поста.

## Подвиг
В самом начале XX века на окраине Коломны были построены пороховые погреба и деревянные сараи для хранения боеприпасов. Позже на территории рядом с деревянными бараками был построен заводской цех. После революции и в годы гражданской войны назначение складов не менялось. Для охраны склада боеприпасов в июне 1922 года была подготовлена специальная караульная команда, состоявшая из красноармейцев 7-й и 8-й рот 154-го Архангельского полка 18-й Ярославской стрелковой дивизии.
28 июня 1922 года свои посты по охране государственного объекта заняли Герасим Щекочихин, Прокопий Чернышёв, Матвей Степанов и другие красноармейцы. В 19:30 в десятом бараке прогремел сильный взрыв, после чего начался пожар, перекинувшийся на соседние бараки и здание завода.
В приказе войскам Московского военного округа от 6 июля 1922 года описана обстановка, в которой был совершен подвиг красноармейцев : «28 июня с. г. в 19 ч. 30 мин. последовал взрыв в одном из бараков N-ского склада взрывчатых веществ, а через несколько минут как склад, так и расположенный рядом завод представляли собою сплошной костер, из которого непрерывными взрывами выбрасывало целые пачки снарядов и осколков, покрывавших целую версту в окружности.
Так как ближе этого расстояния ни воинская часть, ни пожарные команды, командированные начальником гарнизона, а равно и сам он, не могли приблизиться к месту катастрофы, то все внимание было обращено на охрану пороховых погребов склада, расположенных в версте от последнего ближе к городу. Силою взрывов входные двери погребов вышибло с петлями, однако, к счастью, взрыва не последовало.
Приблизиться к складу оказалось возможным лишь после того, как с 3-х часов 29 июня взрывы стали затихать, причем выяснилось, что в центре склада находившийся часовой Щекочихин Г. Ф. не покинул своего поста в течение 9 часов… Начальник караула красноармеец Толстиков И. И. был контужен и обожжен, разводящий красноармеец Сысоев М. И. — ранен. Часовой другого поста красноармеец Чернышёв П. Г. отказался с началом взрывов оставить свой пост до прибытия начальника гарнизона и затем погиб. Красноармейцы Зубков Е. И. и Оськин П. Н. — часовые — ранены… Часовые на постах у пороховых погребов, несмотря на долетающие осколки и ежеминутную опасность, продолжали нести службу, по свидетельству начальника гарнизона, строго по Уставу.
Вышеприведенные факты свидетельствуют о доблестном поведении караула, надлежащем подборе состава вновь сформированной караульной команды, принявшей охрану 20 июня с.г., и о надлежаще поставленной её службе.
Вечная слава и память погибшему герою-красноармейцу Чернышёву…»
Приказом Реввоенсовета Республики № 1692 от 11 июля 1922 года Прокопий Чернышов (посмертно) и Герасим Щекочихин награждены орденом Красного Знамени.
Прокопий Чернышёв был похоронен на городском кладбище г. Коломны. На обелиске были написаны слова: «Вечная слава и память мужественному и верному сыну Рабоче-Крестьянской Республики Советов, геройски погибшему в пламени на боевом посту, запечатлев смертью своей доблестный подвиг». Однако место захоронения, в связи со строительством Мемориального парка на Петропавловском кладбище, в настоящее время установить невозможно.

## Память
Именем П. Г. Чернышёва была названа первая рота 154-го Архангельского стрелкового полка, гарнизонный клуб и библиотека в Коломне. Решением Моссовета в октябре 1922 г. Александровские казармы в Москве и прилегающая площадь были переименованы в Чернышевские. В городе Спасск Пензенской губернии в 1951 году именем Чернышева была переименована улица Бордадыновка. На родине героя, в селе Абашево, его именем названы улица и школа.
28 июня 1952 года в Доме офицеров Московского гарнизона прошел вечер, посвященный 30-й годовщине героического подвига красноармейца Прокопия Григорьевича Чернышёва. На вечере присутствовали Герасим Федорович Щекочихин и бывший старшина Петр Николаевич Никифоров, поделившиеся своими воспоминаниями.
В 1953 году А. С. Нестерским была написана книга «Прокофий Чернышев. Красноармеец, героически погибший на посту часового в 1922 году». Книга была издана в Пензе.
В 1954 году в Воениздате вышла книга «На боевом посту», в которой А. С. Нестерский и А. У. Луферов рассказали о подвигах часовых разных лет. Известным художником Л. Ф. Головановым в эти же годы были сделаны плакаты о подвиге П. Чернышёва и Г. Щекочихина.
Отдавая дань памяти П. Г. Чернышёву, 4 октября 1969 года на здании Чернышевских казарм была установлена мемориальная доска.
В 1982 году к 60-летию подвига красноармейцев в местной газете «Коломенская правда» были напечатаны статьи А. С. Александрова и А. Т. Беляева о событиях на артиллерийских складах и о клубе имени красноармейца Чернышёва.
По состоянию на текущее время[когда?]

, Чернышевские казармы сохраняют своё название, несмотря на расположение в них Семёновского полка (в/ч 75384).
Чернышевская площадь — ранее плац Александровских казарм — с конца 1930 годов уже не обозначалась на картах, в её южной части построены здания школы № 729 (ныне № 1257) и другие здания. Северная часть весной 2017 года стала сквером имени Чингиза Айтматова.
На сайте Абашевской школы никакой информации о Прокопии Чернышёве нет.
Коломенская библиотека имени Чернышёва в 90-е годы канула в небытие как непрофильный актив завода «Текстильмаш».

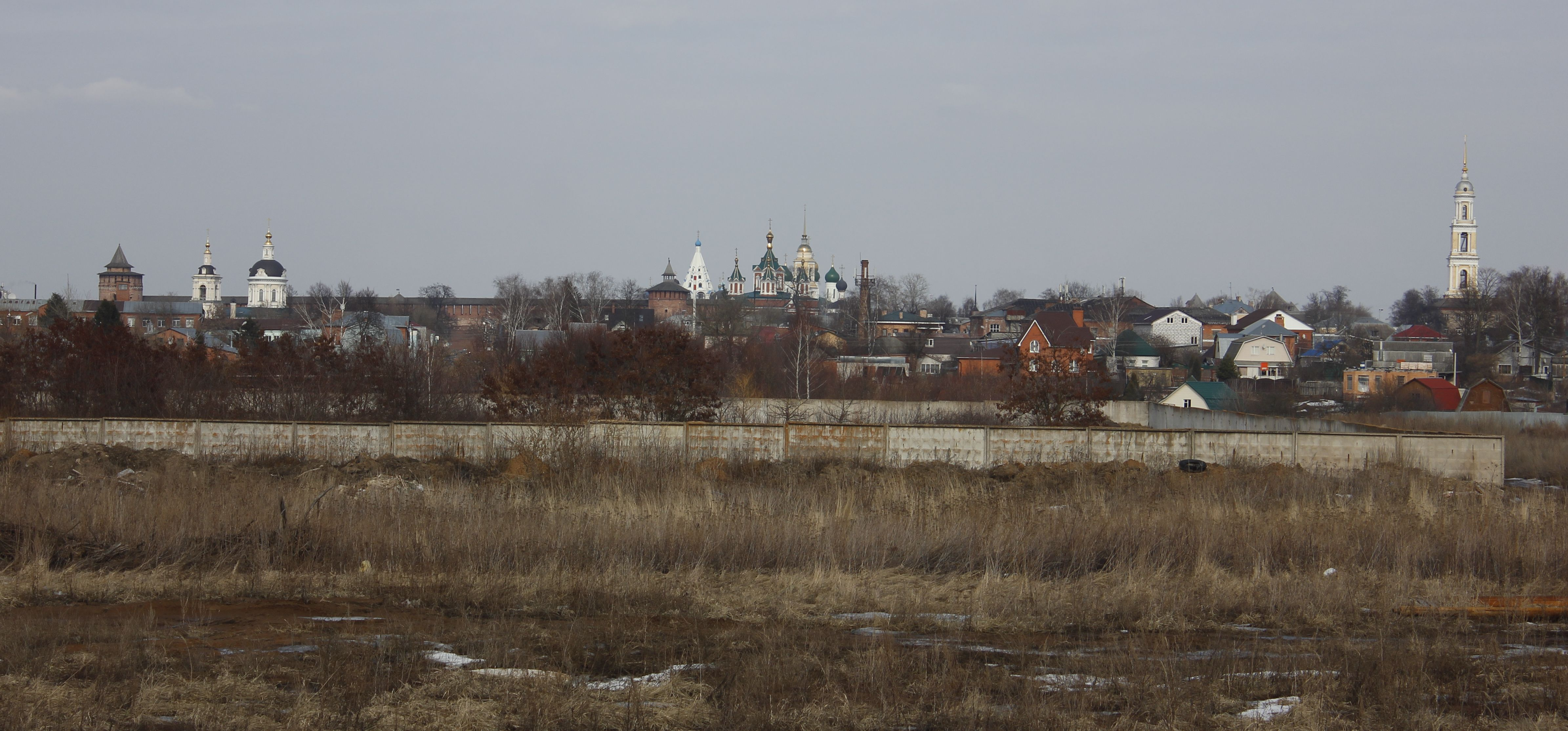
Место, где размещался склад боеприпасов. 2017 г.

В самой Коломне нет никаких памятных знаков, посвященных подвигу часовых.
На встрече с активом ОНФ и городской молодёжью в ходе историко-просветительского марафона «Моя история — моя Россия» прошедшем в Музее боевой славы 20 апреля 2017 года представители администрации городского округа Коломна заинтересовались докладом Т. Ермаковой, поддержали её инициативу и согласились с необходимостью увековечить подвиг Чернышёва.
28 июня 2022 года, в день 100-летия подвига часового Прокопия Григорьевича Чернышева, на территории казарм была открыта восстановленная памятная доска о переименовании Александровских казарм в Чернышевские.